# Théâtre antique de Bosra
Le théâtre antique de Bosra est un théâtre romain situé à Bosra, en Syrie. Il a été construit au IIe siècle. C'est le théâtre romain le plus vaste et le mieux préservé du Moyen-Orient, et l'un des plus grands théâtres construits durant la période impériale. Remarquablement conservé, il dispose encore de son mur de scène.

## Histoire
D'après le style du décor architectural du théâtre, Freyberger date sa construction de la période des Sévères.

## Conservation
Le 29 juin 2018, des tirs d'artillerie de l'Armée Syrienne endommagent partiellement le théâtre.